# Grimme (artiste)
Grimme, nom d'artiste de Victor Roux, est un auteur-compositeur-interprète, musicien, réalisateur et directeur artistique français né le 17 décembre 1984 à Lyon.

## Biographie
Victor Roux commence la musique par la guitare et compose ses premières chansons à l’âge de 13 ans.
À 18 ans, il intègre la friche RVI de Lyon, et y fonde l'AADN, association avec laquelle il s'intéresse à la création audio-visuelle. Il participe à la création de l'installation « Les hommes debout », qui sera exposée en France, puis à Shanghai en partenariat avec le Conservatoire de Musique de Shanghai, ou encore à Singapour, invité par le Musée National,. 
À la fermeture de la friche en 2010 il s’installe à Paris afin de réaliser et arranger le premier album Nouvelle fraîche de Laurent Lamarca,,,. 
En parallèle, il travaille sur un projet solo, tout d'abord sous le nom d'artiste Victor, qui deviendra Grimme en 2015, année où sortira son premier EP sous ce nom. Il sera cette même année sélectionné pour les Auditions régionales des Inouïs du Printemps de Bourges. et se produit sur différents événements dont le Aluna Festival.
Grimme compose en 2014 le titre Comment te retenir, dont le texte est écrit par Siméo. Ce titre parait sur l'album Alphabête de Al.Hy, finaliste de la première saison de The Voice.   
En 2016 il réalise l'album Beaurivage d'Eddy La Gooyatsh,,.  
En 2017, il compose Même robe qu'hier, morceau écrit par Ben Mazué et extrait du premier album de l'artiste Pomme,.
Cette même année, sort le premier album de Grimme : The world's all wrong but It's all right,. Il contient des chansons en anglais, coécrites avec l’auteur Richard Dickinson, exceptés deux titres coécrits avec la chanteuse australienne Emilie Gassin.
En 2020, Grimme sort son second album : Un hôtel, une étoile,. Il s'agit du premier album francophone de Grimme, qui est auteur, compositeur, et interprète de l'ensemble des titres du disque.
Depuis 2010, il accompagne différents artistes sur scène, à la guitare et à la basse :
- De 2010 à 2014 : Laurent Lamarca
- De 2011 à 2013 : Ycare
- De 2016 à 2017 : Emma Daumas [20]
- Depuis 2013 : Eddy La Gooyatsh
- Depuis 2018 : Émilie Marsh

## Style musical
Musiques actuelles, pop, pop orchestrale.

## Discographie

### EP
- 2015 : Eponyme